# Bánóc–Nagykapos-vasútvonal
A Bánóc–Nagykapos-vasútvonal egyvágányú, villamosított mellékvonal Szlovákiában, amely Bánócot köti össze Nagykapossal. A vonal menetrendi száma a 195-ös. A vasúti pálya a mátyócvajkóci átrakó-rendezőpályaudvarig húzódik, majd azon túl Ukrajnában egy rövid csonkavágányban végződik. A vonalon nemzetközi forgalom nincs, a belföldi személyforgalom pedig 2012-ben megszűnt.

## Története
A vasútvonal elődje, a kárpátaljai Ungvár és a kelet-szlovákiai Vaján közötti vasútvonal 1910. október 30-án nyílt meg. A vonal hossza 25 km volt. A vasút az első világháborút követően a trianoni békeszerződés révén az újonnan megalakult Csehszlovákia birtokába került. A magyar küldöttségek azonban a vasútvonal "átadásával" elérték, hogy Magyarország megtarthassa Sátoraljaújhelyet és a Bodrogközt.
Csehszlovákia legfontosabb feladata a közigazgatási központok vasúti összeköttetésének megteremtése volt, ezért a már meglévő Ungvár-Vaján vasút felújítása, és a vonal Bánócig tartó meghosszabbítása mellett döntöttek. A vasútvonal építése 1920. július 1-én kezdődött, majd 1921. október 20-án helyezték üzembe. Az építkezést a csehszlovák hadsereg vasúti ezrede végezte, amelyhez felhasználták a békeszerződés után immár kihasználatlan, észak-déli irányú Legenye-Alsómihályi–Łupków-vasútvonal második vágányából elbontott anyagokat is. 1939-1945 között Ungvár és Deregnyő közötti szakasza isnét Magyarországhoz tartozott. A vasútvonal villamosítása 1990. december 29-ére készült el. A vasútvonalon a személyforgalom 2012. december 8-án megszűnt. A vasútbezárás hátrányosan érintette az egyébként is elmaradott régiót, és az ott élő szlovákiai magyarokat. 2019-ben a forgalom újraindult, ennek keretén belül kisebb rekonstrukciókat is végeztek. 2021. március 4-én aztán a csekély utasforgalomra hivatkozva ismét leállították a közlekedést.
A vasútvonallal párhuzamosan épült meg 1966-ban a szélesnyomtávú Ungvár–Enyicke-vasútvonal, amelyen az importált vasércet már nem kellett átrakodni a kisebb nyomtávú vagonokra Mátyócvajkócnál, hanem az érc folyamatosan haladhat a kassai acélművek felé.
1992-ben tragikus baleset történt a vonalon: egy tehervonat és egy pályafenntartó menet ütközött össze Butka és Deregnyő között. A vizsgálatok kiderítették, hogy a budkai forgalmista volt érte a felelős, ugyanis úgy menesztette a vonatot, hogy nem volt meggyőződve arról, hogy a pálya szabad. Ez annak is volt köszönhető, hogy nem sokkal korábban lopások történtek a vonal mentén, így a biztosítóberendezés nem működött. A balesetnek hat halottja volt.

## Galéria

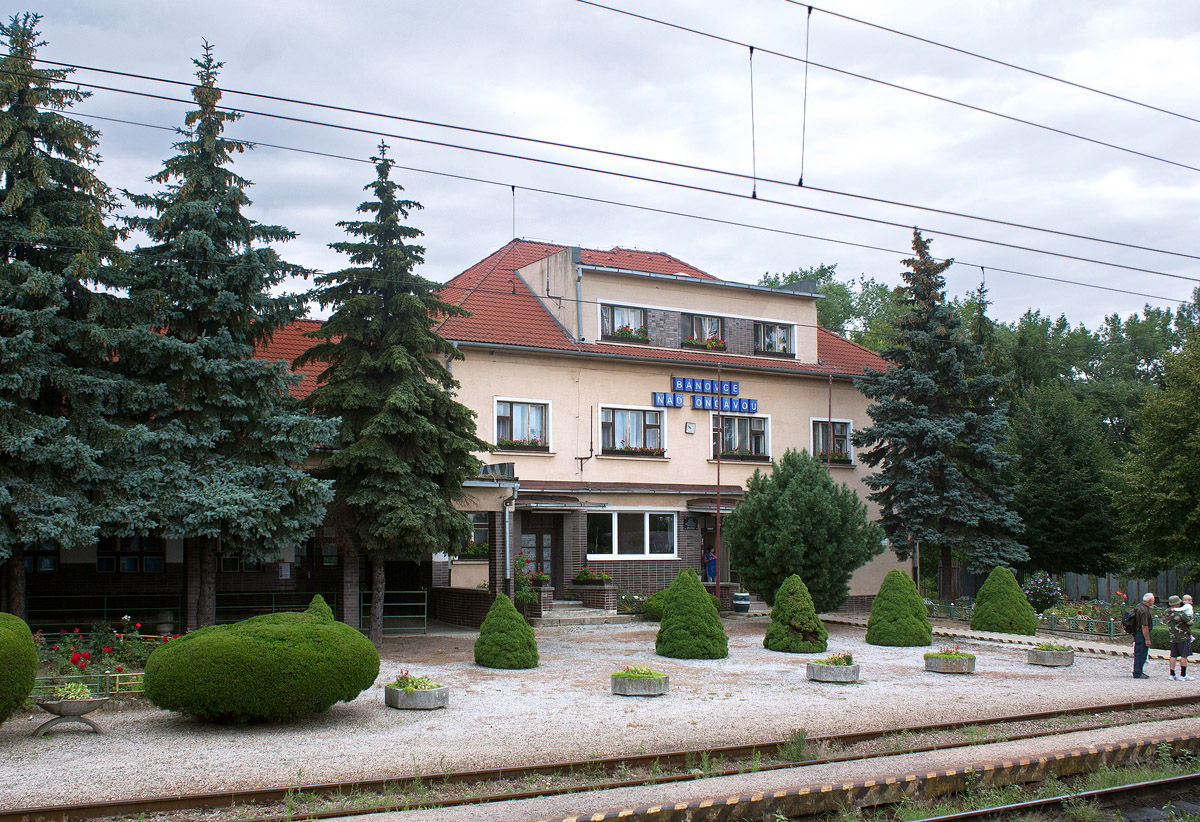
Bánóc vasútállomás
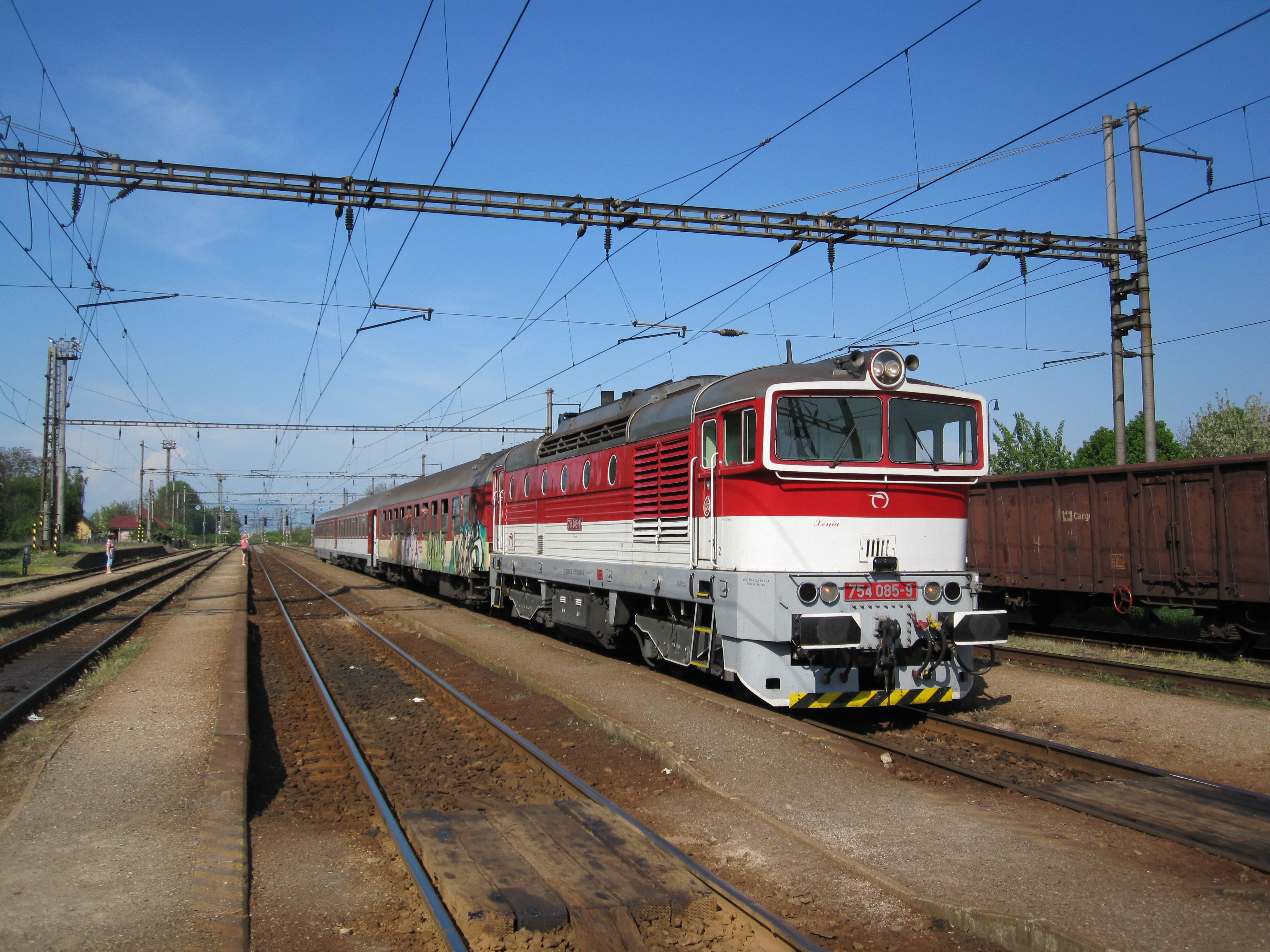
Bánóc vasútállomás
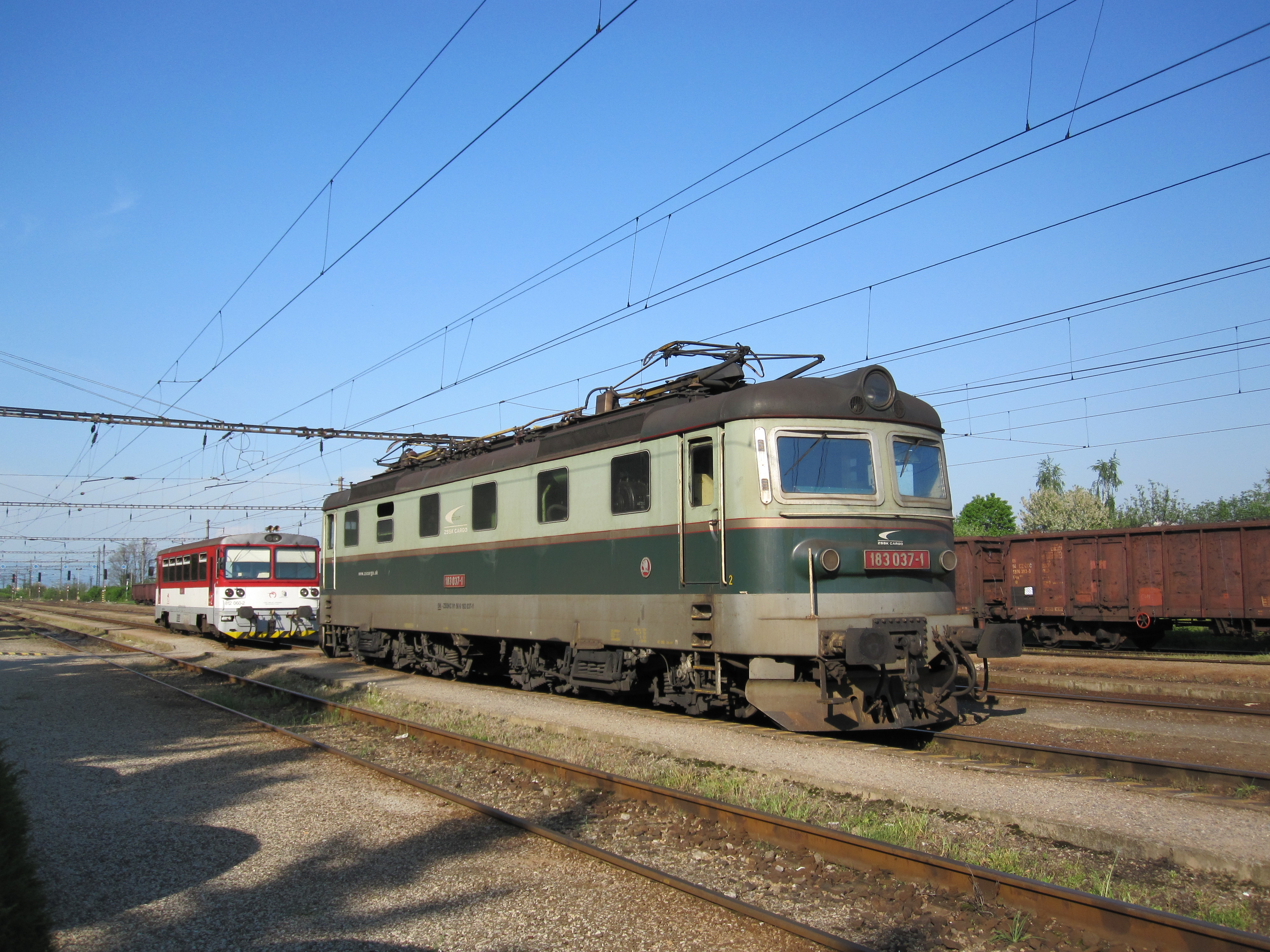
Bánóc vasútállomás
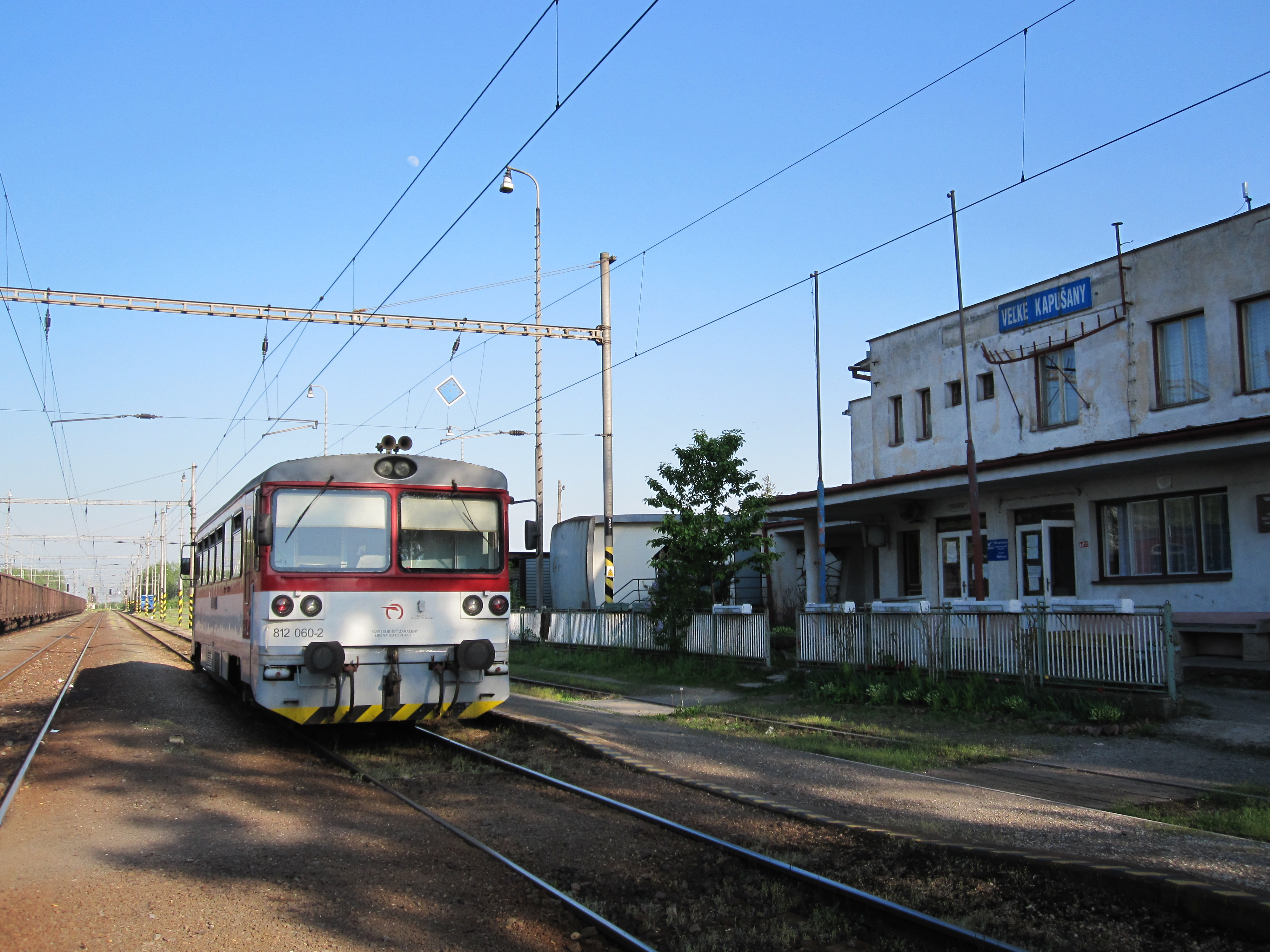
Nagykapos vasútállomás
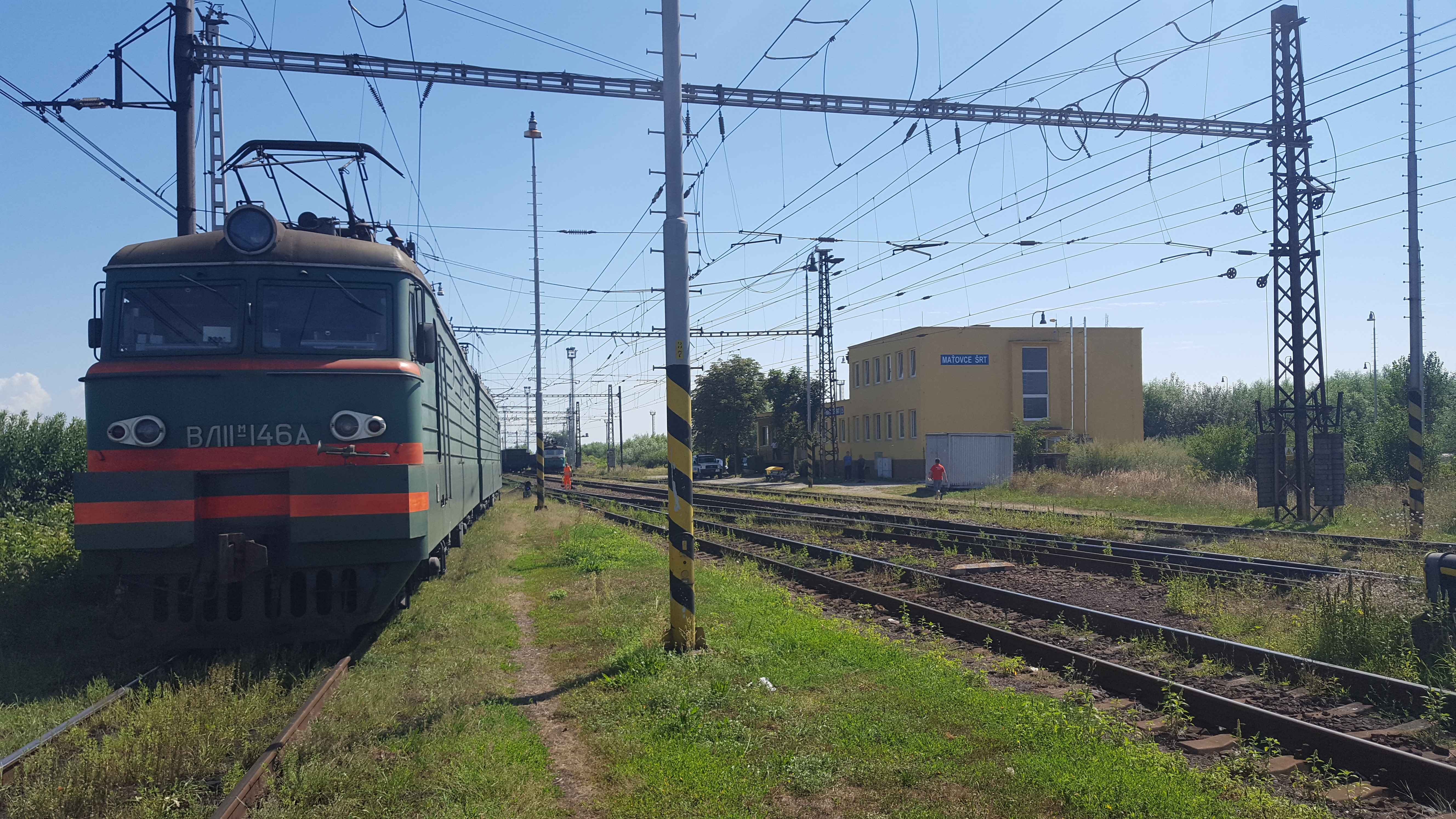
Mátyócvajkóc átrakó

## Fordítás
Ez a szócikk részben vagy egészben  a(z)   Železničná trať Bánovce nad Ondavou – Veľké Kapušany című szlovák Wikipédia-szócikk fordításán alapul.  Az eredeti cikk szerkesztőit annak laptörténete sorolja fel. Ez a jelzés csupán a megfogalmazás eredetét és a szerzői jogokat jelzi, nem szolgál a cikkben szereplő információk forrásmegjelöléseként.